# Comaserica conspurcata
Comaserica conspurcata är en skalbaggsart som beskrevs av Blanchard 1850. Comaserica conspurcata ingår i släktet Comaserica och familjen Melolonthidae. Inga underarter finns listade i Catalogue of Life.